# Prefectura de Tacheng
Tacheng (en chino, 塔城; pinyin, Tǎchéng; literalmente, ‘ciudad de las pagodas’) también conocida por su nombre mongol de Tarbaghatay (en mongol: Тарвагатай, romanizado: Tarvagatai, lit. 'tener marmotas'; en chino, 塔尔巴哈台; pinyin, Tǎ'rbā hātái) es una prefectura bajo la administración directa de la Región autónoma de Sinkiang, República Popular China. Su área es de 94 868 km² y su población total para 2020 superó los 1,2 millones de habitantes.

## Administración
la prefectura de Tacheng está conformada de 7 localidades que se administran en 2 ciudades suburbanas y 6 condados rurales.
- Ciudad Tacheng 塔城市
- Ciudad Wusu 乌苏市
- Condado Emin 额敏县
- Condado Shawan 沙湾县
- Condado Toli 托里县
- Condado Yumin 裕民县
- Condado autónomo Hoboksar 和布克赛尔蒙古自治县

## Clima
| Parámetros climáticos promedio de Tacheng (1971−2000) | Parámetros climáticos promedio de Tacheng (1971−2000) | Parámetros climáticos promedio de Tacheng (1971−2000) | Parámetros climáticos promedio de Tacheng (1971−2000) | Parámetros climáticos promedio de Tacheng (1971−2000) | Parámetros climáticos promedio de Tacheng (1971−2000) | Parámetros climáticos promedio de Tacheng (1971−2000) | Parámetros climáticos promedio de Tacheng (1971−2000) | Parámetros climáticos promedio de Tacheng (1971−2000) | Parámetros climáticos promedio de Tacheng (1971−2000) | Parámetros climáticos promedio de Tacheng (1971−2000) | Parámetros climáticos promedio de Tacheng (1971−2000) | Parámetros climáticos promedio de Tacheng (1971−2000) | Parámetros climáticos promedio de Tacheng (1971−2000) |
| Mes                                                   | Ene.                                                  | Feb.                                                  | Mar.                                                  | Abr.                                                  | May.                                                  | Jun.                                                  | Jul.                                                  | Ago.                                                  | Sep.                                                  | Oct.                                                  | Nov.                                                  | Dic.                                                  | Anual                                                 |
| ----------------------------------------------------- | ----------------------------------------------------- | ----------------------------------------------------- | ----------------------------------------------------- | ----------------------------------------------------- | ----------------------------------------------------- | ----------------------------------------------------- | ----------------------------------------------------- | ----------------------------------------------------- | ----------------------------------------------------- | ----------------------------------------------------- | ----------------------------------------------------- | ----------------------------------------------------- | ----------------------------------------------------- |
| Temp. máx. media (°C)                                 | −4.1                                                  | −2.3                                                  | 4.1                                                   | 17.0                                                  | 23.4                                                  | 28.4                                                  | 30.8                                                  | 29.9                                                  | 24.1                                                  | 15.0                                                  | 4.3                                                   | −2.0                                                  | 14.05                                                 |
| Temp. mín. media (°C)                                 | −15.6                                                 | −14.1                                                 | −7.0                                                  | 3.6                                                   | 9.2                                                   | 13.6                                                  | 15.7                                                  | 14.1                                                  | 8.5                                                   | 1.9                                                   | −5.6                                                  | −12.0                                                 | 1.03                                                  |
| Precipitación total (mm)                              | 16.5                                                  | 14.4                                                  | 15.6                                                  | 32.4                                                  | 31.7                                                  | 24.5                                                  | 29.8                                                  | 16.3                                                  | 14.0                                                  | 26.9                                                  | 34.3                                                  | 25.9                                                  | 282.3                                                 |
| Días de precipitaciones (≥ 0.1 mm)                    | 8.9                                                   | 8.5                                                   | 9.3                                                   | 8.2                                                   | 9.4                                                   | 7.9                                                   | 8.4                                                   | 6.3                                                   | 6.0                                                   | 7.5                                                   | 10.0                                                  | 9.7                                                   | 100.1                                                 |
| Fuente: Weather China                                 |                                                       |                                                       |                                                       |                                                       |                                                       |                                                       |                                                       |                                                       |                                                       |                                                       |                                                       |                                                       |                                                       |